# ماشین هوای فشرده

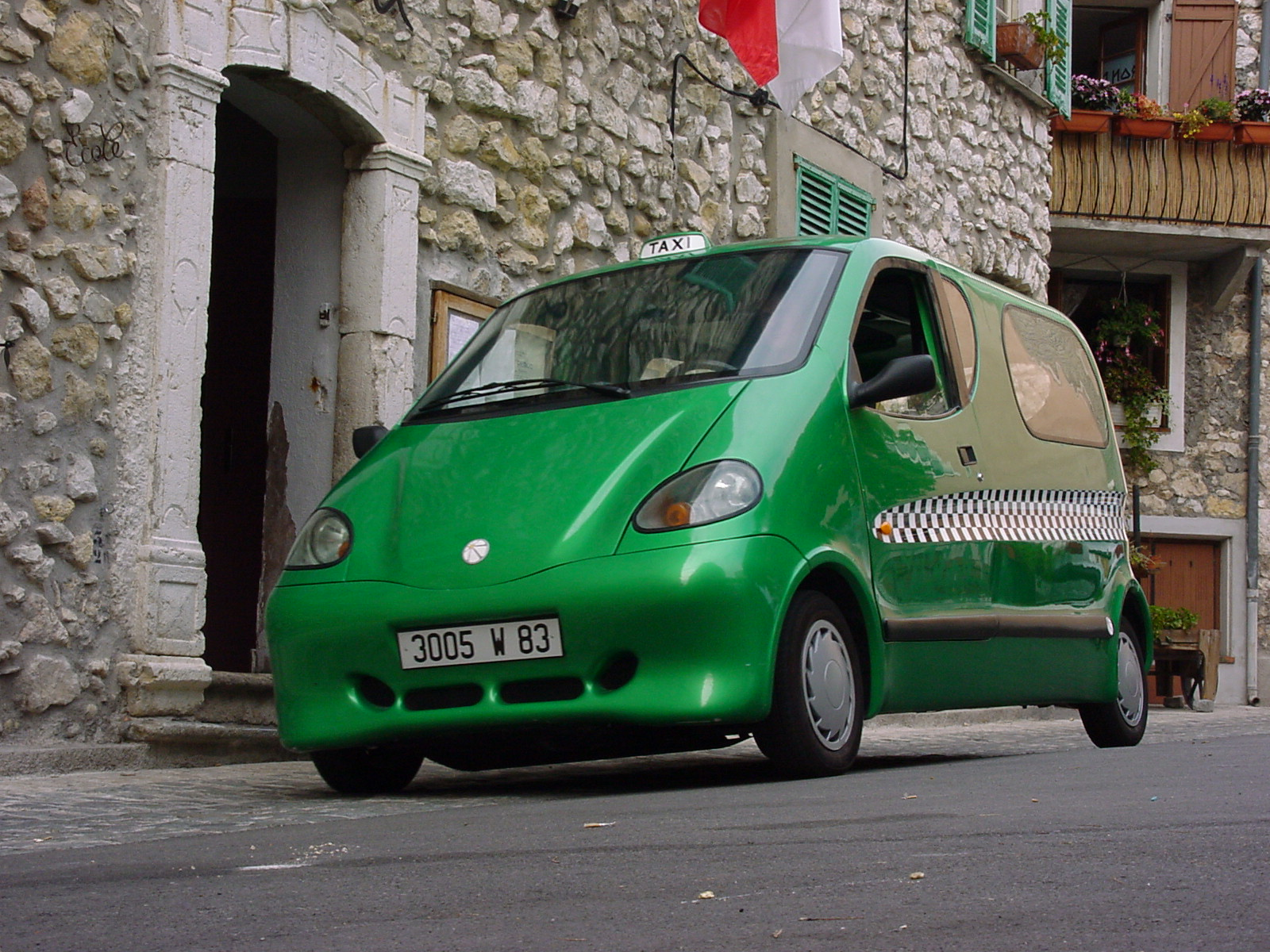
ماشین هوای فشرده تاتا

ماشین هوای فشرده (به انگلیسی: compressed air car) یک وسیله نقلیه هوای فشرده‌است که از یک موتور با هوا فشرده استفاده می‌کند.

## فناوری
موتورها
اتومبیل‌های فشرده شده توسط موتورهای رانده شده توسط هوا فشرده، که در مخزن با فشار بالا مانند ۳۱ مگاپاسکال (4500 psi یا 310 bar) ذخیره می‌شود. به جای رانندگی موتورهای پیستونی که با یک مخلوط سوخت و هوا سوخته می‌شود، ماشین‌های هوای فشرده از گسترش هوای فشرده استفاده می‌کنند، به نحوی مشابه با گسترش بخار در یک موتور بخار. از دهه ۱۹۲۰ نمونه‌های خودرویی وجود داشته‌است و هوای فشرده مورد استفاده در نیروی اژدر است.

## مخازن ذخیره‌سازی
در مقایسه با مسائل مربوط به هیدروژن، آسیب و خطر درگیر در تصادفات با شدت بالا، هوا به تنهایی غیرقابل اشتعال است، در گزارش روزانه شبکه هفت گزارش شده‌است که در فیبر کربن خود شکننده است و می‌تواند تحت فشار کافی تقسیم شود، اما زمانی که این کار را انجام می‌دهد، هیچ قطعه ای ایجاد نمی‌شود. مخازن فیبر کربن با خیال راحت هوا را تحت فشار در جایی حدود 4500 psi نگه داشته، و آنها قابل مقایسه با مخازن فولادی. اتومبیل‌ها طراحی شده‌اند که در یک پمپ فشار بالا پر شوند.
در طرحهای مخزن هوای فشرده، طرحهای مخزن به صورت ایزوترمال هستند؛ یک مبدل حرارتی از نوعی برای حفظ دمای (و فشار) مخزن به عنوان هوای استخراج استفاده می‌شود.

### تراکم انرژی
هوا فشرده دارای چگالی انرژی نسبتاً کم است. هوا با ۳۰ مگاپاسکال (۴۵۰۰ psi) حاوی حدود ۵۰ وات انرژی در لیتر (و به‌طور معمول ۳۷۲ گرم در لیتر وزن دارد) مقایسه، باتری سربی-اسیدی حاوی 60-75 Wh / l است. باتری لیتیوم یون حاوی حدود ۲۵۰–۶۲۰ وات بر لیتر است. EPA تراکم انرژی بنزین را در ۸٬۸۹۰ وات در لیتر برآورد می‌کند؛ با این حال، یک موتور بنزینی معمولی با بهره‌وری ۱۸٪ تنها می‌تواند معادل ۱۶۹۴ وات بر لیتر را بازیابی کند. چگالی انرژی یک سیستم هوای فشرده می‌تواند بیش از دو برابر شود، اگر هوا قبل از انبساط گرم شود.
به منظور افزایش تراکم انرژی، برخی از سیستم‌ها ممکن است از گازهایی استفاده کنند که می‌توانند مشتق شده یا جامد شوند. دی‌اکسید کربن از لحاظ فیزیکی گاز به حالت فوق بحران انتقال گاز CO2 به هوا را بیشتر می‌کند.

### انتشارات
اتومبیل‌های هوای فشرده می‌توانند در اگزوز آزاد شوند. از آنجایی که منبع انرژی هوای فشرده شده معمولاً برق است، تأثیر کلی محیطی آن بستگی به نحوه تمیز کردن منبع این برق دارد. با این حال، اکثر وسایل نقلیه هوایی موتورهای بنزینی برای وظایف مختلف دارند. این انتشار می‌تواند به نیمی از مقدار دی‌اکسید کربن تولید شده توسط "Toyota Prius" (حدود ۰٫۳۴ پوند در مایل) مقایسه شود. بعضی از موتورها می‌توانند با توجه به اینکه مناطق مختلف می‌توانند منابع مختلفی از قدرت را در اختیار داشته باشند، از منابع قدرت بالا مانند زغال سنگ که به عنوان منبع انرژی انتشاری صفر است. یک منطقه مشخص نیز می‌تواند منابع برق الکتریکی خود را در طول زمان تغییر دهد، در نتیجه موجب بهبود یا تشدید انتشار کل می‌شود.
با این حال، یک مطالعه سال ۲۰۰۹ نشان داد که حتی با فرض‌های بسیار خوش‌بینانه، ذخیره‌سازی انرژی انرژی کمتر از ذخیره‌سازی شیمیایی (باتری) کمتر است.